# Ias 16
International Accounting Standards16 o Ias 16 è una tecnica di contabilizzazione delle immobilizzazioni materiali (immobili, impianti, macchinari). Una buona definizione può essere: "Sono immobilizzazioni materiali i beni posseduti dell'entità e sono utilizzati nella produzione, nella vendita, per scopi amministrativi o a utilizzo durevole".
Si evidenzia, quindi, un aspetto interessante nella definizione appena accennata: ciò che qualifica il bene materiale come immobilizzazione, da poter quindi inserire nell'attivo dello stato patrimoniale, non è il mero possesso del bene ma, viceversa, è l'utilizzo del bene che rende questo qualificabile come immobilizzazione.
Particolare attenzione deve essere posta sull'argomento: un immobile verrà considerato come immobilizzazione materiale se l'entità ne dovesse anche solo avere il possesso (e non la proprietà) ma l'utilizzo che ne viene fatto rientra tra le categorie della definizione fornita; viceversa non rientrerà nello Ias 16 qualora, ancorché proprietaria del bene, l'uso che ne viene fatto non soddisfa le condizioni espresse dallo Ias in questione ma, ad esempio, è destinato ad uso locativo (Ias 40) o apprezzamento patrimoniale.
Da questo primo scorcio si può chiaramente evincere come, tra i principi cardine degli International Accounting Standards, vi sia la predilezione a considerare la realtà economica più che l'evidente forma giuridica anche in conseguenza del fatto che gli stakeholder preferiti siano gli investitori in luogo dei creditori come ampiamente evidente nel nostro codice civile da cui si evince anche la scelta di preferire, nella maggior parte dei casi, una valutazione con il metodo del fair value al posto del "nostrano" costo storico ammortizzato.

## Contabilizzazione
L'iscrizione iniziale risulta essere sempre al costo storico anche se nell'ammontare bisognerà distinguere se il bene è stato acquistato da terzi o è stato prodotto in economia (generato internamente): nel primo caso saranno compresi il costo della fattura (al netto di abbuoni o sconti), ogni costo direttamente imputabile e la stima dei costi per lo smaltimento o bonifica del sito successivamente all'utilizzo dell'immobile; per quanto riguarda il caso in cui il bene sia stato generato internamente, potranno esser considerati i costi relativi alla monodopera diretta, il valore dei materiali impiegati, ogni costo direttamente imputabile, la stima dei costi per lo smaltimento o bonifica del sito e gli oneri finanziari (anche se questi possono essere capitalizzati soltanto se è probabile che generino benefici economici per l'entità e se possono essere quantificati in modo attendibile (Ias 23).
La valutazione successiva può avvenire per mezzo del metodo del Cost Model o del Revaluation Model.
Per quanto riguarda il primo modello (Cost Model), il bene, che viene valutato al costo storico al netto del fondo ammortamento e delle eventuali svalutazioni, deve essere soggetto a periodiche revisioni (almeno annuali) circa il valore del cespite procedendo in caso alla rideterminazione del piano di ammortamento e delle relative quote di ammortamento.
Il secondo modello (Revaluation Model), molto poco usato in Italia, necessita per prima cosa di un mercato attivo di riferimento poiché gli immobili sono iscritti al valore di mercato al netto del fondo ammortamento e delle successive perdite di valore; le eventuali variazioni di valore del cespite dovranno essere inserite in una specifica riserva non distribuibile e causeranno rideterminazioni nel piano di ammortamento.

## Costi di manutenzione
Tali costi si dividono in tre macrotipologie: day to day servicing, manutenzione ordinaria, verifiche ed ispezioni generali eseguite ad intervalli regolari.
Possiamo velocemente dire che riguardo alla prima tipologia (day to day servicing) i relativi costi (sostituzione di una lampadina ad esempio) sono da imputare a Conto Economico in quanto costi di esercizio, mentre la terza (verifiche ed ispezioni generali) sono costi che andranno ad incremento del cespite.
Maggior attenzione merita il secondo caso (manutenzione ordinaria) poiché i costi (sostituzione di componenti importanti dell'immobile, ad esempio), che sono sostenuti dall'entità, sono ad incremento del cespite al netto del valore del componente sostituito; tuttavia nel caso in cui l'entità già dovesse possedere i ricambi necessari (o anche solo in parte), può stornare il valore di tali componenti (presumibilmente dalla voce rimanenze presente nello stato patrimoniale) e portare tale valore ad incremento del cespite.

## Eliminazione del valore dell'immobilizzazione
Vi sono solo due casi in cui sarà possibile eliminare il valore del cespite: nel primo caso è a seguito dell'alienazione del cespite da parte dell'entità, mentre il secondo avverrà quando il bene non ha più utilità economica futura.
Nel primo caso l'eventuale provento (o perdita) sarà pari alla differenza tra il fair value del bene e il valore netto contabile e si procederà ad rilevare nel mastrino plusvalenza (minusvalenza) il valore di tale differenza che apparterrà all'insieme di flussi derivante da gestione straordinaria poiché non propri dell'attività tipica dell'entità.

## Possibili scritture
Nel corso del 2006 la Esempio S.p.A. acquista un impianto a 500 € la cui vita utile è di 5 anni e il cui valore residuo è di 0 (zero) euro. L'ammortamento avverrà a quote capitali costanti.
- Il 31/12/2006 viene rilevato un valore corrente di tale impianto pari a 400 €; valuto al costo.
- Il 31/12/2007 viene rilevato un valore corrente di tale impianto pari a 390 €. C'è il passaggio dal metodo del costo a quello del fair value.
- Il 5/5/2008 viene venduto l'impianto a 350 €.

### 2006
```
Impianto            α          Cassa               500
```

```
Amm.to impianto     α    F.do amm.to impianto      100        (costo- valore residuo)/vita utile
```

```
C.E.                α      Amm.to impianto         100
```

```
S.P.                α         Impianto             500
```

```
F.do amm.to imp.    α           S.P.               100
```

### 2007
```
Amm.to impianto     α    F.do amm.to impianto      100
```

```
C.E.                α      Amm.to impianto         100
```

1° metodo 
```
   Impianto         α    Riserva di rivalutazione  150         

  

    

      

        
300

        
∗

        
X

        
=

        
390

      

    

    
{\displaystyle 300*X=390}

  

                                                               quindi 

  

    

      

        
X

        
=

        
30

        
%

      

    

    
{\displaystyle X=30\%}

  

 (percentuale di riv.ne)
                                                               quindi 

  

    

      

        
30

        
%

        
∗

        
500

        
=

        
150

      

    

    
{\displaystyle 30\%*500=150}

  

```

```
Riserva di riv.ne   α    F.do amm.to impianto       60         

  

    

      

        
200

        
∗

        
30

        
%

        
=

        
60

      

    

    
{\displaystyle 200*30\%=60}

  

```

```
S.P.                α         Impianto             650
```

```
F.do amm.to imp.    α           S.P.               260
```

```
Riserva di riv.ne   α           S.P.                90          

  

    

      

        
150

        
−

        
60

        
=

        
90

      

    

    
{\displaystyle 150-60=90}

  

```

2° metodo
```
F.do amm.to imp.    α   Riserva di rivalutazione    90         (differenza tra fair value e Val.cont. al 31.12.2007).NB: il fondo è capiente!
```

```
F.do amm.to imp.    α           S.P.                110        (nuovo valore del fondo 200-90=110)
```

```
S.P.                α         Impianto             390
```

```
Riserva di riv.ne   α           S.P.                90
```

2008
```
      #             α         Impianto             390
   Cassa                                        350
 Minusvalenza                                    40
```

```
Riserva di riv.ne   α            #                  90
                           Utilizzo riserva      40             Questa è la scrittura accettata dal Codice Civile
                        Riserva distribuibile    50
```

```
Riserva di riv.ne   α   Riserva distribuibile       90          Questo e come viene previsto dallo Ias
```

```
      C.E.          α       Minusvalenza            40
```

Acquistato nel 2006 un impianto a 10000 € la cui vita utile è stimata essere di 8 anni mentre quella fisica 10.
Nel 3º anno, a seguito della modifica tecnologica dei concorrenti, la vita utile scende a 3 anni residui.
Piano d'ammortamento originario Calcolo della quota annuale di ammortamento: (10000-0)/8 = 1250
```
 
Anni
          
V°
          
Vita residua
          
Quota d'ammortamento
          
F.do amm.to
         
Valore netto in bilancio

  1          10000              7                      1250                        1250                     8750
  2          10000              6                      1250                        2500                     7500
  3          10000              5                      1250                        3750                     6250
  4          10000              4                      1250                        5000                     5000
  5          10000              3                      1250                        6250                     3750
  6          10000              2                      1250                        7500                     2500
  7          10000              1                      1250                        8750                     1250
  8          10000              0                      1250                       10000                        0
  9            x                x                        x                           x                        x
 10            x                x                        x                           x                        x
```

```
Come indicato, alla fine del 3º anno sono costretto a cambiare il 
piano d'ammortamento
; la nuova quota sarà: 

  

    

      

        
7500

        

          
/

        

        
3

        
=

        
2500

      

    

    
{\displaystyle 7500/3=2500}

  

```

```
 
Anni
          
V°
          
Vita residua
          
Quota d'ammortamento
          
F.do amm.to
          
Valore netto in bilancio

  1          10000              7                      1250                        1250                     8750
  2          10000              6                      1250                        2500                     7500
  3          10000              2                      2500                        5000                     5000
  4          10000              1                      2500                        7500                     2500
  5          10000              0                      2500                       10000                        0
```